# Loški Potok község
Loški Potok község (szlovénül: Občina Loški Potok) Szlovénia 212 alapfokú közigazgatási egységének, azaz községének egyike a Délkelet-Szlovénia statisztikai régióban. A község központja Hrib–Loški Potok település. A község a történelmi Alsó-Krajna régió része, Horvátországgal határos. Hagyományosan az erdőgazdálkodás biztosította a helyi lakosok fő jövedelmét, és ez ma is fontos szerepet játszik.

## Nevének eredete
A Loški Potok név eredetileg a log (mocsaras) rét + potok (patak) szavakból származik, jelentése: patak a (mocsaras) réten. Ez valószínűleg a Travniktól délre fekvő sík területre utal, ahol egy ugyanilyen nevű patak folyik. A név az írott forrásokban Laserbach, Loserbach és Lasserbach néven szerepelt 1763-1787 között.  Korábban a név német megfelelője Laserbach volt. A környező Potok-fennsík (szlovénül: Potočanska planota) szintén Loški potok után kapta a nevét.

## A község (járás) települései

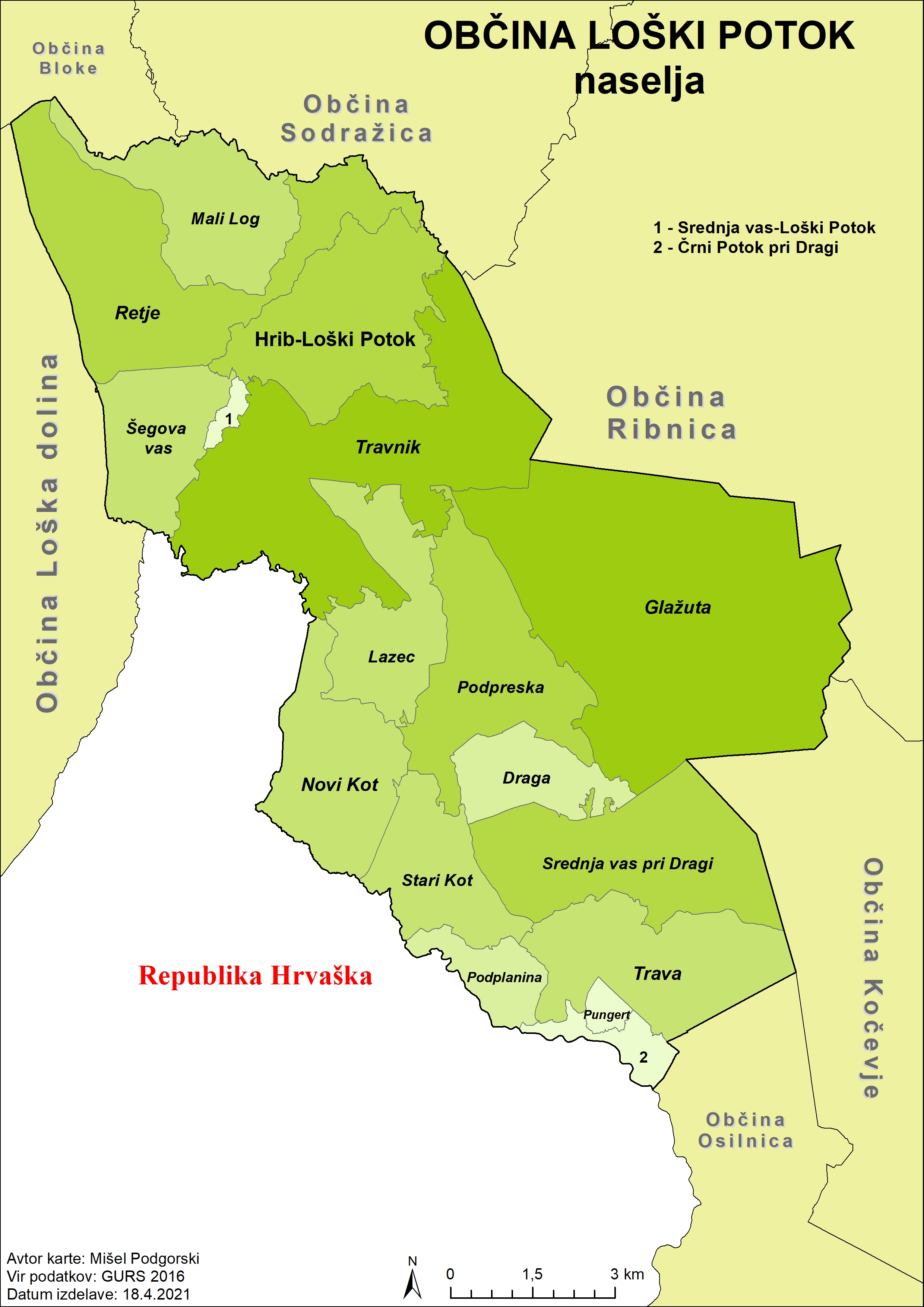
A község falvai

A községhez Hrib–Loški Potok székhelyen kívül a következő települések tartoznak:
- Črni Potok pri Dragi
- Draga
- Glažuta
- Lazec
- Mali Log
- Novi Kot
- Podplanina
- Podpreska
- Pungert
- Retje
- Šegova Vas
- Srednja Vas pri Dragi
- Srednja Vas–Loški Potok
- Stari Kot
- Trava
- Travnik

## Népesség
| Lakosok száma | 1986 | 2019 | 1969 | 1951 | 1933 | 1874 | 1855 | 1850 | 1810 | 1814 |
|               | 2008 | 2009 | 2011 | 2012 | 2013 | 2015 | 2016 | 2017 | 2019 | 2020 |